# Chilbuk-myeon
Chilbuk-myeon (koreanska: 칠북면) är en socken i den södra delen av Sydkorea,  280 km söder om huvudstaden Seoul.  Den ligger i kommunen Haman-gun i provinsen Södra Gyeongsang.